# Podbablje
Podbablje est une municipalité située dans le comitat de Split-Dalmatie, en Croatie. Au recensement de 2001, la municipalité comptait 4 904 habitants, dont 93,60 % de Croates,.
Le village de Drum est le siège de la municipalité.

## Localités
La municipalité de Podbablje compte 6 localités :
- Drum
- Grubine
- Hršćevani
- Ivanbegovina
- Kamenmost
- Krivodol
- Podbablje Gornje
- Poljica